# بیلیمورا
بیلیمورا (به انگلیسی: Bilimora) یک منطقهٔ مسکونی در هند است که در Gandevi Taluka واقع شده‌است. بیلیمورا ۹ کیلومتر مربع مساحت و ۵۷٬۵۸۳ نفر جمعیت دارد و ۴ متر بالاتر از سطح دریا واقع شده‌است.